# وينفريد جولدرينج
وينفريد جولدرينج (فبراير 1888 – 30 يناير 1971) هي عالمة حفريات أمريكية عملت على وصف الستروماتوليت، بالإضافة إلى دراسة زنبق البحر الديفوني، كما كانت أول امرأة في الولايات يتم تعيينها كعالمة حفريات.

## النشأة والتعليم
ولدت وينفريد جولدرينج في كينوود في نيويورك عام 1888 والدها هو فريدريك جولدرينج أخصائي الأوركيد في مزرعة إيراستوس كورنينج، وولداتها هي ماري غراي معلمة مدرسة محلية حيث كان والدها هو رئيس الأوركيد الذي كان فريدريك يعمل فيه، بعد فترة وجيزة في عام 1890 انتقلت غولدرينغ مع والديها وأخواتها السبع وأخوها إلى سلينجرلاندز في نيويورك حتى تتمكن عائلتها من إدارة شركة تعمل في الاحتباس الحراري. عاشت غولدرينغ هناك في منزل طفولتها لمعظم حياتها (81 سنة)، امضت غولدرينغ حياتها في تعليمها ووظيفتها المهنية، ونتيجة لذلك لم تتزوج قط، ومع ذلك فقد أمضت بعض الوقت في تعلم الكمان لمجرد حبها للموسيقى.
بدأت رحلتها إلى التعليم في مدرسة مقاطعة سلينجرلاند، وبعد أن أمضت تسع سنوات هناك انتقلت إلى مدرسة ميلن في ألباني نيويورك حيث تخرجت عام 1905 كمتدرب، أمضت الكثير من وقت فراغها بين الفصول الدراسية في استكشاف العالم الخارجى، حيث نما داخلها حبًا وفضولًا تجاه الصخور الديفونية السفلية، بعد ذلك التحقت بكلية ويليسلي -وهي مدرسة مخصصة للنساء- مع تخصص مقصود في اللغات الكلاسيكية قبل نمو حب العلم لديها، حصلت على درجة البكالوريوس في عام 1909 ودرجة الماجستير في عام 1912، كما حصلت أيضًا على عمل في الدراسات العليا في جامعة هارفارد، أنهت تعليمها في جامعة جونز هوبكنز عام 1921.

## الحياة المهنية
بدأت جولدرينج مسيرتها المهنية كأستاذ جيولوجيا في كلية ويلسلي التي درست فيها، وحصلت أيضًا على منصب في مدرسة المعلمين في بوسطن، في عام 1912 ذهبت جولدرينج للعمل في متحف ولاية نيويورك كخبيرة علمية في علم المتحجرات في متحف ولاية نيويورك، تم تعيينها للعمل كخبير علمي حيث تخصصت في معارض الحفريات اللافقارية والديوراما، من هنا نجحت في جمع وتنظيم البيانات من دراسة تعاونية غير منتهية حول الكرينويد الديفونى، في عام 1916 طلب منها رئيسها في متحف ولاية نيويورك مواصلة العمل على دراسة الأحفوريات الكرينويدية، والتي بدأها ولكن لم ينهها العديد من علماء الحفريات الآخرين من قبلها. كان عليها أن تنتهي من تحديد التصنيفات المختلفة لأحافير الكرينويد، وقد نجحت في إكمال هذه الدراسة في سبع سنوات فقط، وأيضًا من بين 25 عائلة و 60 جنسًا و155 نوعًا سجلتها نجحت في تحديد عائلتين جديدتين و 18 جنسًا جديدًا و 58 نوعًا جديدًا، استنادًا إلى هذا الدليل خلصت جولدرينج إلى أن جذوعها كانت جنسًا جديدًا اختارت تسميته يوسبيرماتوبريز، نشرت جولدرينج نتائجها في دراسة عام 1923 وكان هذا ناجحًا جدًا لدرجة أن العلماء الآخرين وعلماء الحفريات أرسلوا لها عينات أحفورية خاصة بهم لتحديدها.
على رأس الكرينويد الديفونى، ساهمت جولدرينج أيضًا بالعديد من الديوراما الأخرى في متحف ولاية نيويورك وحدائق البحر المتحجرة وموقع ستروماتوليت الذي درسته (هو معلم طبيعي وطني ومعلم تاريخي وطني للولايات المتحدة)، قامت الديوراما الأكثر شهرة بإعادة تكوين غابة السرخس الأحفورية الحية من العصر الديفوني في ما يعرف الآن بغيلبوا في نيويورك. عزز هذا النموذج حقًا سمعتها باعتبارها عالمة حفريات ممتازة، من المحتمل أن هذا كان أول ديوراما على الإطلاق حول الحياة المبكرة التي أنشأها أي شخص، سميت هذه الديوراما المشهورة بغابة غيلبوا الأحفورية أي باسم مكان وجودها، وكذلك ما كانت تستخدمه جولدرينج لتجميع تخطيط هذه الديوراما، في عام 1850 و 1920 في جلبوع في نيويورك عُثِر على خشب متحجر وصخور متحجرة على التوالي، وفي عام 1920 درستها غولدرينغ وحددتها في نهاية المطاف على أنها أحافير سرخسية البذور.
كانت جولدرينج معلمة وباحثة، لذلك في حين أنها كرست معظم حياتها للمتحف فقد استخدمت معرفتها على نطاق واسع لجعل المحتويات تتجاوز مجرد ملء المتحف وذلك من خلال استكشاف طرق لتعليم علم الحفريات للزوار، على سبيل المثال تقدم نجاح جولدرينج مع النماذج الجيولوجية وعروض التدريس في نشر العديد من الكتب حول الجيولوجيا، حتى أن بعض هذه المنشورات تم استخدامها لأغراض التعليم ما بعد الثانوي، ابتكرت نموذجين جيولوجيين تم تصميمهما لتعليم الأساسيات الجيولوجية كانا بعنوان «ما هو الأحفوري؟» و «ما هو التكوين الجيولوجي؟».
نادرًا ما أجرت جولدرينج بحثًا في الخارج أو سافرت خارج ولاية نيويورك، ولكن الرحلة التي قامت بها كانت ذات أهمية كبيرة، من أجل مساعدة الدكتور جون م. كلارك في كتابة مذكراته حول مناطق غاسب ونوفا سكوتيا، سافرت غولدرينغ هناك لجمع الحفريات الديفونية، على مدى السنوات العشر الأولى من حياتها المهنية أثبتت مهاراتها بسرعة، وكسبت ترقيات مختلفة بما في ذلك مساعد عالم الحفريات الأول وأخصائي علم الحفريات المساعد وعلم الحفريات القديمة ومساعد عالم الحفريات. أصبحت جولدرينج في نهاية المطاف رابع علماء الحفريات في ولاية نيويورك، وأول امرأة تشغل هذا المنصب، في عام 1949 تم انتخابها رئيسًا لجمعية علم الحفريات (أكبر جمعية لعلماء الحفريات في العالم)، وهي أول امرأة تشغل هذا المنصب وواحدة من ثلاث نساء فقط تحصل على هذا المنصب حتى يومنا هذا، ولأن هذه كانت (ولا تزال) مجتمعات جيولوجية يسيطر عليها الذكور فإن أعدادًا كبيرة من الرجال ما كانوا ليؤيدوا ترشحها، مما يؤكد على مكانتها كجيولوجي معروف على المستوى الوطني ويحترم جودة بحثها، على الرغم من التحيزات الجنسانية السائدة في الأوساط الأكاديمية واجهت وينفريد العديد من قضايا المساواة مثل التعويض غير العادل والفرص النادرة للتقدم، وفي عام 1918 استقالت لفترة وجيزة بسبب قضايا عدم كفاية الرواتب جنبًا إلى جنب مع الضغوط الكبيرة.
بعد أربعين عامًا من الالتزام بهذا المجال تقاعدت جولدرينج في عام 1954 وقضت السنوات الستة عشرة التالية في منزل عائلتها في سلينجرلاند.